# Das Wunder von Bern
Das Wunder von Bern ist ein Sportfilm des Regisseurs Sönke Wortmann, der gemeinsam mit Rochus Hahn auch das Drehbuch schrieb, aus dem Jahr 2003. Es wird die Geschichte von Deutschlands unerwartetem Sieg bei der Fußball-Weltmeisterschaft 1954 in Bern (dem sogenannten Wunder von Bern) erzählt. Darüber hinaus beschreibt der Film die Schwierigkeiten eines heimgekehrten Kriegsgefangenen, der sich in seinem alten Leben nicht mehr zurechtfindet, parallel zum deutschen Erfolg aber seinem Sohn und seiner Familie wieder näherkommt.

## Handlung

### Überblick
Während der Bergmann Richard Lubanski aus Essen als Soldat an der Front und später in sowjetischer Kriegsgefangenschaft war, hat seine Familie gelernt, ohne ihn auszukommen. Er gehört zu den sogenannten Spätheimkehrern, über 12 Jahre hat ihn seine Familie schon nicht mehr gesehen. Nach seiner Rückkehr 1954 muss er feststellen, dass seine Frau Christa mit ihrem Lokal auf eigenen Füßen steht, sein älterer Sohn Bruno mit dem Kommunismus sympathisiert, seine Tochter Ingrid mit britischen Besatzungssoldaten (dem ehemaligen Feind) flirtet und sein elfjähriger Sohn Matthias, der in seiner Abwesenheit geboren wurde und ihm völlig unbekannt ist, den Fußballspieler Helmut Rahn als Vorbild und Vaterfigur angenommen hat. Es gelingt Richard nicht, sich in seine Familie wieder einzufügen und an seinem ersten Arbeitstag zeigt sich, dass er durch den Fronteinsatz traumatisiert ist. So versucht er, seinen Schmerz darüber durch Härte wettzumachen, was ihn jedoch noch mehr von Frau und Kindern distanziert, obwohl Christa zunächst Verständnis für ihn aufbringt. Erst nachdem es zwischen den Eheleuten zu einem Streit kommt, Bruno heimlich nach Berlin verschwindet und auch Matthias eines Nachts weglaufen will, schafft Richard es, sich zu öffnen und seiner Familie von den Kriegserlebnissen zu erzählen.
Währenddessen werden Helmut Rahn und die Spieler der deutschen Nationalmannschaft zum 26. Mai 1954 in die Sportschule Grünwald zur Vorbereitung auf die Fußball-Weltmeisterschaft geladen. Rahn ist frustriert, weil er kein Stammspieler ist und vom Nationaltrainer Sepp Herberger wegen eines Autoritätskonflikts in der Vorrunde lediglich gegen die favorisierten Ungarn eingesetzt wird, die das deutsche Team eindeutig schlagen. Trotzdem gelingt es der deutschen Mannschaft, als Außenseiter bis ins Endspiel zu kommen.
Langsam bessert sich das Verhältnis zwischen Richard und Mattes, und auch Helmut Rahn wird nach der Vorrunde bei allen Spielen aufgestellt. Nachdem Richard kurzentschlossen mit seinem Sohn zum Endspiel gegen Ungarn nach Bern fährt und Rahn ihn am Spielfeldrand sieht, schießt er das entscheidende Tor zum 3:2-Endstand. Damit gelingt der deutschen Mannschaft am 4. Juli 1954 eine Sensation, die nach Jahren der Niedergeschlagenheit in der Nachkriegszeit eine ungeahnte Welle an Euphorie und Nationalgefühl auslöst. 

### Handlungsstränge
Anstelle eines reinen Sportfilms drehte Wortmann einen Film, der auch die gesellschaftlichen und sozialen Verhältnisse in Nachkriegsdeutschland aufzeigt. Die ganze Familie Lubanski steht stellvertretend für verschiedene Aspekte:
- Vater Richard steht für jene Generation, die viele Jahre in einem sinnlosen Krieg verloren hat. Er kommt mit einem schweren Trauma aus sowjetischer Kriegsgefangenschaft zurück, und in der Heimat ist er nicht mehr die respektierte Vaterfigur und der Ernährer der Familie, sondern fällt seiner Familie eher zur Last.
- Mutter Christa ist eine klassische Trümmerfrau, die sich in ihrer kleinen Kneipe mühsam eine neue Existenz geschaffen hat.
- Der achtzehnjährige Sohn Bruno, mit den Verbrechen der Nazis aufgewachsen, wurde zum Kommunisten. Er glaubt an die marxistische Vision einer klassenlosen Gesellschaft und wandert schließlich in die DDR aus.
- Die sechzehnjährige Tochter Ingrid verkörpert jene, welche die US-amerikanische Kultur und moderne Musikstile mit offenen Armen empfangen. Sie ist zwar ebenfalls eine gewissenhafte Arbeiterin, will sich aber nicht ständig mit dem Krieg befassen, sondern ihr Leben auch genießen.
- Matthias (Rufname Mattes), mit elf Jahren der Jüngste, steht für jene Kinder, deren Väter viele Jahre an der Front oder in Gefangenschaft verbracht haben und somit vaterlos aufwachsen mussten. Auf der Suche nach einem Ersatzvater fand er diesen in Helmut Rahn.

Neben dieser Familie wird das junge Ehepaar Ackermann aus München vorgestellt: Annette Ackermann, geborene von Hadding, kommt aus reichem Hause, ihr Mann Paul ist Sportjournalist bei der Süddeutschen Zeitung. Damit hat der Film die Gelegenheit, auch die schicke, glamouröse Seite der fünfziger Jahre zu präsentieren. Das ironische Gekabbel des Paares sorgt für einen heiteren Kontrapunkt gegenüber der eher traurigen Heimkehrergeschichte der Lubanskis; außerdem wird die oftmals unterschiedliche Sichtweise thematisiert, die Männer und Frauen vom Fußball haben.
Das historische Ereignis „Fußballweltmeisterschaft“ ist ein weiterer Handlungsstrang des Films. In diesem konzentriert sich der Film ausschließlich auf die deutsche Mannschaft, insbesondere auf Trainer Herberger, Kapitän Fritz Walter und vor allem Helmut Rahn, der über seine Freundschaft mit dem jungen Matthias die Brücke zur Geschichte der Familie Lubanski schlägt.

## Vergangenheitsbewältigung
Filme, die in der Nachkriegszeit spielen, haben häufig einen Bezug zur NS-Diktatur und dem Krieg. So enthält auch dieser eine Szene, in welcher der ältere Sohn Bruno Vater Richard vorwirft, einfach „mitmarschiert“ zu sein, worauf der Vater entgegnet, als Einzelner hätte man doch nichts anderes machen können. Hierauf zitiert der Sohn die Parole „Du bist nichts, dein Volk ist alles“, welche ein Grundsatz der nationalsozialistischen Weltanschauung war und die Unterordnung des Einzelnen beschreibt.
Später, als Vater Richard langsam auftaut, erzählt er seinem jüngeren Sohn Mattes von seiner Kriegsgefangenschaft in der Sowjetunion und erwähnt dabei auch die vorangegangenen Kriegsverbrechen von deutscher Seite. Er erzählt auch, dass russische Bauern ihnen zu essen gaben und dass ihn auf dem Rückmarsch ein Russe freundlich aufgenommen habe, obwohl (oder weil) dessen Sohn im Krieg gefallen war.
Gegenübergestellt wird in dem Film mehrmals eine „altdeutsche“ Haltung im Vergleich zu einer „modernen“: Der Bundestrainer Herberger unterhält sich mit einer Schweizer Putzfrau über ihre und seine „Kinder“ (in seinem Fall die Spieler) und wird von ihr belehrt, dass man die Kinder für Fehltritte nicht immer gleich bestrafen müsse, so wie das in Deutschland wohl üblich sei. Die Szene enthält einen sprachlichen Anachronismus, als man Herberger die aus dem Amerikanischen übernommene Redewendung „Der frühe Vogel fängt den Wurm“ in den Mund legt, die in Deutschland bis in die 1980er Jahre nicht geläufig war. Hierauf entgegnet wiederum die Putzfrau den eigentlich von Herberger stammenden Satz „Der Ball ist rund und ein Spiel dauert 90 Minuten“.
Besonders thematisiert wird der Gegensatz der unterschiedlichen Haltung in der Familie Lubanski: Vater Richard, dessen Leben aus Befehl und Gehorsam bestand, will „Disziplin“ und „Ordnung“ in der Familie, vor allem bei seinen Kindern. Mutter Christa verweist auf Leistungen und Erfolge von ihr und den Kindern in schwierigen Zeiten, und dass sie vor seiner Rückkehr eine den Umständen entsprechend glückliche Familie waren. Als der Vater Sohn Mattes eine Ohrfeige verpasst, weil er für Helmut Rahn eine Kerze in der Kirche anzündet, mahnt er ihn zusätzlich mit den Worten „ein deutscher Junge weint nicht“. Als er zum Ende des Films Brunos Abschiedsbrief liest und darüber selbst zu weinen anfängt und sich dafür vor Mattes schämt, wird er von diesem mit den Worten getröstet, dass ein deutscher Junge auch mal weinen dürfe.

## Fußballer-Schauspieler

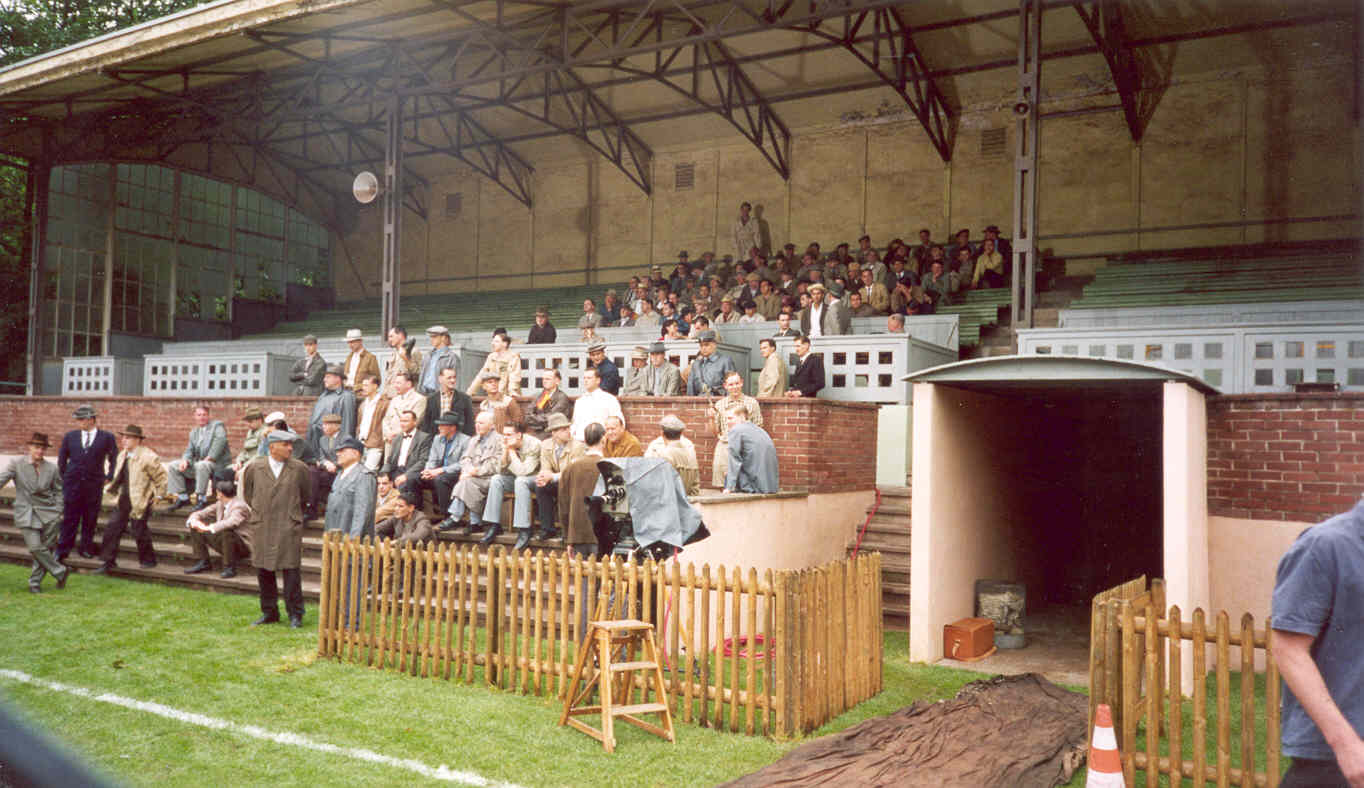
Dreharbeiten in Köln-Weidenpesch

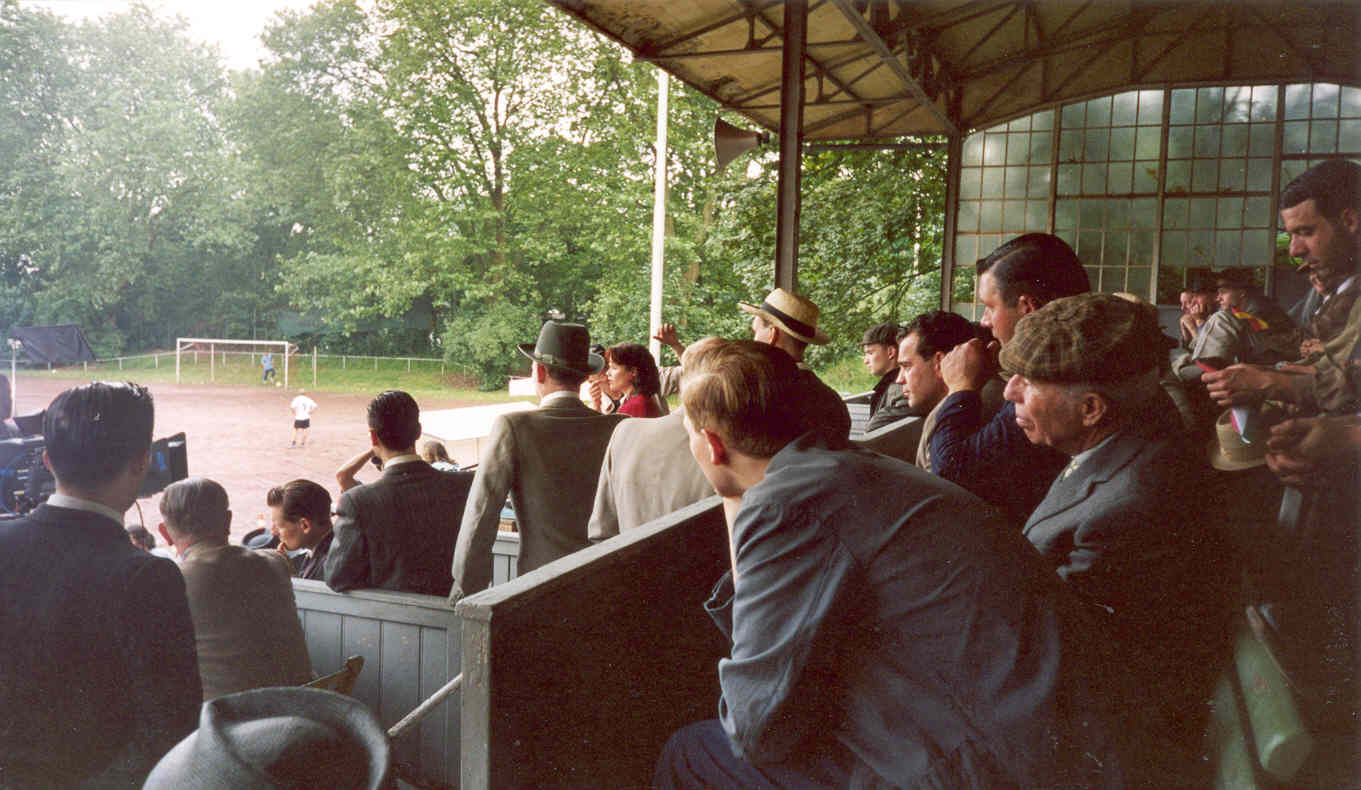
Dreharbeiten in Köln-Weidenpesch

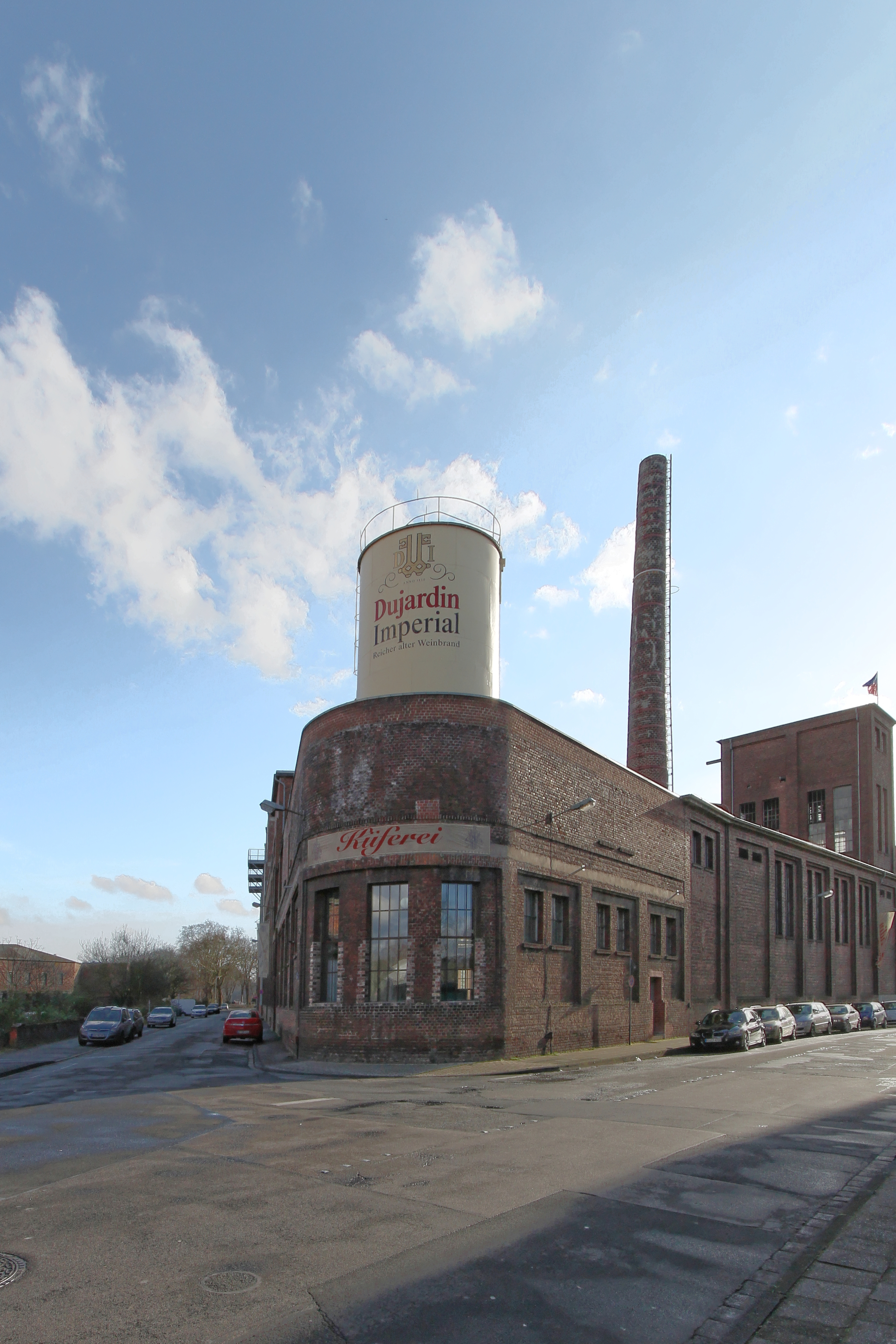
Filmkulisse in Krefeld-Uerdingen

Alle Schauspieler, die im Film die deutschen sowie die ungarischen Fußballer darstellen, haben tatsächlich mindestens in der Oberliga Fußball gespielt. Knut Hartwig, der Fritz Walter spielte, absolvierte 71 Spiele in der 2. Bundesliga für den Wuppertaler SV. Hartwigs ehemaliger WSV-Vereinskollege Christian Broos (als Werner Kohlmeyer) bestritt insgesamt 47 Zweitligaspiele. Matthias Sellmann (als Fritz Laband) war in den Neunzigern unter anderem für Borussia Dortmund und den 1. FC Saarbrücken aktiv. Der Darsteller Sascha Göpel war in seiner Jugend u. a. bei Rot-Weiss Essen und Bayer 05 Uerdingen am Ball. Michael Wurst, der auch schon durch die Fernsehsendung Star Search, bei der er ins Halbfinale kam, bekannt wurde, mimte den ungarischen Abwehrspieler Jenő Buzánszky. Auch der Schauspieler und Regisseur Simon Verhoeven, der den Mittelstürmer Ottmar Walter spielte, hat eine Laufbahn als Jugendspieler des TSV 1860 München hinter sich und spielte in der bayerischen Schülerauswahl.

## Hintergrund
- Louis Klamroth, der im Film Matthias Lubanski, den Sohn von Richard Lubanski spielt, ist der tatsächliche Sohn von Peter Lohmeyer.
- Nachdem Matthias zu Beginn des Films von der Niederlage von Rot-Weiss Essen bei Alemannia Aachen erfährt und geknickt bei seinen Kaninchen sitzt, seufzt er: „Und deutscher Meister werden wir nie im Leben.“ Die Essener wurden im Jahr darauf deutscher Meister.
- In einer Szene wird im Film Adolf Dassler dargestellt. Bei dem Schuhmacher und Zeugwart, der die Mannschaft mit neuartigen Fußballschuhen mit Schraubstollen ausstattete, handelt es sich um den Gründer der Firma Adidas.
- Jürgen Leinemann, Spiegel-Autor und Verfasser der Herberger-Biografie Herberger. Ein Leben, eine Legende, hat im Film einen Gastauftritt als Journalist während der ersten Pressekonferenz. Zu Beginn des Abspanns sieht man zudem den Regisseur Sönke Wortmann, wie er einem Pferdewagen nachspurtet.
- Der Reporter Herbert Zimmermann wird von dem Komiker Andreas Obering (Till und Obel) dargestellt. Der Originalton von Zimmermanns bekannter Radioreportage wurde aus dramaturgischen Gründen im Film nicht verwendet, sondern lediglich nachgeahmt.
- Beim Wiederholungsspiel gegen die Türkei wird die deutsche Mannschaft in der Kabine in weißen Trikots gezeigt. Tatsächlich trug sie grüne.
- Das in der Nähe von Rahns Wohnhaus abgestellte und im Film häufig eingeblendete Goggomobil wurde in seiner ersten Ausführung erst ab 1955 produziert. Das Modell, das im Film zu sehen ist, erst ab 1964.
- Bei dem Auto, mit dem Richard und sein Sohn Mattes gegen Ende des Films nach Bern fahren, handelt es sich um einen Auto Union 1000 U (abstammend von DKW). Dieses Fahrzeug wurde nicht vor 1959 hergestellt.
- Die Tonaufnahmen für das Berner Wankdorfstadion wurden in der Südtribüne des Westfalenstadions aufgenommen. Die Aufzeichnungen fanden nicht während eines Spiels, sondern speziell für den Film vor einer Partie gegen Hansa Rostock statt. Dabei sollte explizit auf moderne Stilmittel der Unterstützung verzichtet werden.
- Zum Ende des Films wird der Satz „Die Elf von Bern spielte nie wieder zusammen“ eingeblendet. Tatsächlich trat die Weltmeisterelf von 1954 noch einmal gemeinsam am 14. April 1969 vor 21.000 Zuschauern im Braunschweiger Eintracht-Stadion für ein Benefizspiel zugunsten der beiden verwaisten Töchter des 1968 bei einem Autounfall tödlich verunglückten Eintracht-Spielers Jürgen Moll an. Zu Beginn des Abspanns die Widmung „In Erinnerung an Helmut Rahn“. Helmut Rahn starb etwa zwei Monate vor dem Kinostart in Deutschland.
- Die Produktionskosten des Films wurden auf rund 7,3 Millionen Euro geschätzt.
- Kinostart in Deutschland war am 16. Oktober 2003. In Deutschland wurden rund 3,68 Millionen Kinobesucher gezählt.[4] Im deutschen Free-TV war der Film erstmals am 30. April 2006 bei Sat.1 zu sehen.[5]
- Die Kostüme sind von Ursula Welter.

### Drehorte
Die Dreharbeiten fanden vom 10. Juni 2002 bis 10. August 2002 in Köln, Duisburg, Krefeld (Dujardin Weinbrennerei und Grotenburg-Stadion), Oberhausen, im Trainingsbergwerk Recklinghausen, im Eisenbahnmuseum Bochum-Dahlhausen, an weiteren Schauplätzen im Ruhrgebiet, in Düsseldorf (Haus Neiser), in Bornheim (Anbaufläche Rollrasen mit Greenscreen zur Erzeugung der Spielszenen im visuell erzeugten Wankdorfstadion), sowie im schweizerischen Thun statt.

## Auszeichnungen
- Goldene Leinwand 2003 (für das Erreichen von 3 Millionen Zuschauern in 18 Monaten).
- Europäischer Filmpreis 2003: Nominierung für Tom Fährmann in der Kategorie Beste Kameraführung.
- Internationales Filmfestival von Locarno 2003: Publikumspreis an Sönke Wortmann.
- New Faces Award 2004: Nachwuchsdarstellerpreis für Sascha Göpel
- Deutscher Filmpreis 2004: Verleihung Publikumspreis als Deutscher Film des Jahres, Verleihung des Filmpreis in Silber als Bester Spielfilm. Nominierung für den Filmpreis in Gold als Bester Spielfilm, Nominierung für den Filmpreis in Gold an Sönke Wortmann für Beste Regie, Nominierung für den Filmpreis in Gold an Johanna Gastdorf als Beste Nebendarstellerin.
- Bayerischer Filmpreis 2004: Regiepreis für Sönke Wortmann sowie Nebendarstellerpreis an Johanna Gastdorf.
- Deutscher Kamerapreis 2004: Nominierung für Tom Fährmann in der Kategorie Kamera Spielfilm.
- San Francisco International Film Festival 2004: Publikumspreis an Sönke Wortmann für den besten narrativen Spielfilm.
- Ashland Independent Film Festival 2005: Publikumspreis an Sönke Wortmann für Bestes Filmdrama.

## Filmfestivals
Der Film wurde zusammen mit den weiteren deutschen Produktionen Goethe!, Almanya – Willkommen in Deutschland und Der ganz große Traum zur ersten Deutschen Filmwoche in Nordkorea gezeigt, die vom 4. bis 8. November 2013 im Taedongmun-Kino in Pjöngjang stattfand.

## Musical aus der Filmhandlung
Am 23. November 2014 erlebte das gleichnamige Musical aus der Feder von Martin Lingnau und Gil Mehmert seine Welturaufführung im neuen Theater an der Elbe (Hamburg). Unter den Hauptdarstellern sind Dominik Hees als Helmut Rahn sowie Vera Bolten als Mutter Christa Lubanski, die auch das Erkennungslied Wunder gescheh’n singt.